# Hetaerina sempronia
Hetaerina sempronia – gatunek ważki z rodziny świteziankowatych (Calopterygidae). Występuje na terenie Ameryki Środkowej.